# Ararteko
El Ararteko es el defensor del Pueblo del País Vasco. Es un alto comisionado del Parlamento Vasco para la defensa de los derechos de las personas en relación con las actuaciones y políticas públicas de las administraciones públicas de la comunidad autónoma del País Vasco (Gobierno Vasco, diputaciones forales, ayuntamientos u organismos públicos dependientes de alguna de esas administraciones). En Navarra también se denomina en euskera Ararteko al Defensor del Pueblo de la comunidad foral.
En la actualidad, Inés Ibáñez de Maeztu Izaguirre es la Ararteko en funciones en el País Vasco.

## Funciones y regulación
La institución del Ararteko fue creada y regulada por la Ley del Ararteko 3/1985, de 27 de febrero, del Parlamento Vasco, de acuerdo con lo establecido por el Estatuto de Autonomía del País Vasco en su artículo 15. En cuanto a su régimen interno, está regulada por un Reglamento de organización y funcionamiento.
El Ararteko es una institución u oficina dirigida por una persona, igualmente denominada ararteko, elegida para un período de cinco años por el Parlamento Vasco por una mayoría de tres quintas partes.
El Ararteko es una institución independiente e imparcial.
El Ararteko presta a la ciudadanía vasca un servicio público que es totalmente gratuito. La sede del Ararteko está en Vitoria, pero las personas pueden acceder a sus servicios a través de las tres oficinas de atención ciudadana existentes en Bilbao, San Sebastián y la citada Vitoria, o a través de su portal web.
El cometido principal de la institución del Ararteko es atender a los ciudadanos y ciudadanas en relación con las quejas o consultas que planteen sobre actuaciones incorrectas o irregulares de la Administración. En el caso de que se determine, que la actuación objeto de la queja ha sido incorrecta, el Ararteko emite una resolución recomendando a la administración responsable que modifique la actuación incorrecta.
El Ararteko también realiza diagnósticos sobre las políticas públicas de las administraciones vascas, mediante la elaboración de informes extraordinarios o monográficos, y formula recomendaciones generales para que dichas políticas mejoren para una mejor protección y salvaguarda de los derechos de la ciudadanía, sobre todo de aquellas personas en las que concurre alguna circunstancia de vulnerabilidad, o que se hallan en situación o en riesgo de exclusión, discriminación o precariedad social por razones de sexo, cultura, orientación sexual, etc.
En esta labor se trabaja sobre todo en las áreas que aparecen identificadas como colectivos de atención pública.
Asimismo, el Ararteko realiza visitas de inspección a centros y dependencias que prestan servicios a la ciudadanía, mantiene relaciones periódicas con asociaciones y entidades que trabajan en diferentes ámbitos de la realidad social.
Un área que por su importancia y especificidad ha adquirido carta de naturaleza es la de la Oficina de la Infancia y la Adolescencia.
También lleva a cabo iniciativas dirigidas a incrementar la sensibilidad y la conciencia sobre el respeto a los derechos humanos.
El Ararteko da cuenta de sus actuaciones y actividades al Parlamento Vasco, por medio del informe anual y de los informes extraordinarios, que se encuentran publicados en su portal web.

## Arartekos
- 1989-1995: Juan San Martín Ortiz de Zárate.
- 1995-2000: Xabier Markiegi Candina.[4]
- 2000-2004: Mercedes Agúndez Basterra (en funciones).[5]
- 2004-2014: Íñigo Lamarca Iturbe.
- 2015: Julia Hernández Valles (en funciones).[6]
- 2015-2025: Manuel Lezertua Rodríguez.[7][8]
- Desde 2025: Inés Ibáñez de Maeztu Izaguirre (en funciones).[9]